# Velika nagrada Nemčije 1998
Velika nagrada Nemčije 1998 je bila enajsta dirka Svetovnega prvenstva Formule 1 v sezoni 1998. Odvijala se je 2. avgusta 1998.

## Rezultati

### Kvalifikacije
| Poz | Št | Dirkač                | Konstruktor         | Čas      | Zaostanek |
| --- | -- | --------------------- | ------------------- | -------- | --------- |
| 1   | 8  | Mika Häkkinen         | McLaren-Mercedes    | 1:41,838 | —         |
| 2   | 7  | David Coulthard       | McLaren-Mercedes    | 1:42,347 | +0,509    |
| 3   | 1  | Jacques Villeneuve    | Williams-Mecachrome | 1:42,365 | +0,527    |
| 4   | 10 | Ralf Schumacher       | Jordan-Mugen-Honda  | 1:42,994 | +1,156    |
| 5   | 9  | Damon Hill            | Jordan-Mugen-Honda  | 1:43,183 | +1,345    |
| 6   | 4  | Eddie Irvine          | Ferrari             | 1:43,270 | +1,432    |
| 7   | 6  | Alexander Wurz        | Benetton-Playlife   | 1:43,341 | +1,503    |
| 8   | 5  | Giancarlo Fisichella  | Benetton-Playlife   | 1:43,369 | +1,531    |
| 9   | 3  | Michael Schumacher    | Ferrari             | 1:43,459 | +1,621    |
| 10  | 2  | Heinz-Harald Frentzen | Williams-Mecachrome | 1:43,467 | +1,629    |
| 11  | 14 | Jean Alesi            | Sauber-Petronas     | 1:43,663 | +1,825    |
| 12  | 15 | Johnny Herbert        | Sauber-Petronas     | 1:44,599 | +2,761    |
| 13  | 16 | Rubens Barrichello    | Stewart-Ford        | 1,44,776 | +2,938    |
| 14  | 12 | Jarno Trulli          | Prost-Peugeot       | 1:44,844 | +3,006    |
| 15  | 21 | Toranosuke Takagi     | Tyrrell-Ford        | 1:44,961 | +3,123    |
| 16  | 11 | Olivier Panis         | Prost-Peugeot       | 1:45,197 | +3,359    |
| 17  | 17 | Mika Salo             | Arrows              | 1:45,276 | +3,438    |
| 18  | 16 | Pedro Diniz           | Arrows              | 1:45,588 | +3,750    |
| 19  | 19 | Jos Verstappen        | Stewart-Ford        | 1:45,623 | +3,785    |
| 20  | 22 | Šindži Nakano         | Minardi-Ford        | 1:46,713 | +4,875    |
| 21  | 23 | Esteban Tuero         | Minardi-Ford        | 1:47:265 | +5,427    |

### Dirka
| Poz | Št | Dirkač                | Konstruktor         | Krogi | Čas/Odstop    | Št. m. | Toč |
| --- | -- | --------------------- | ------------------- | ----- | ------------- | ------ | --- |
| 1   | 8  | Mika Häkkinen         | McLaren-Mercedes    | 45    | 1:20:47,984   | 1      | 10  |
| 2   | 7  | David Coulthard       | McLaren-Mercedes    | 45    | + 0,426 s     | 2      | 6   |
| 3   | 1  | Jacques Villeneuve    | Williams-Mecachrome | 45    | + 2,577 s     | 3      | 4   |
| 4   | 9  | Damon Hill            | Jordan-Mugen-Honda  | 45    | + 7,185 s     | 5      | 3   |
| 5   | 3  | Michael Schumacher    | Ferrari             | 45    | + 12,613 s    | 9      | 2   |
| 6   | 10 | Ralf Schumacher       | Jordan-Mugen-Honda  | 45    | + 29,738 s    | 4      | 1   |
| 7   | 5  | Giancarlo Fisichella  | Benetton-Playlife   | 45    | + 31,026 s    | 8      |     |
| 8   | 4  | Eddie Irvine          | Ferrari             | 45    | + 31,649 s    | 6      |     |
| 9   | 2  | Heinz-Harald Frentzen | Williams-Mecachrome | 45    | + 32,784 s    | 10     |     |
| 10  | 14 | Jean Alesi            | Sauber-Petronas     | 45    | + 48,371 s    | 11     |     |
| 11  | 6  | Alexander Wurz        | Benetton-Playlife   | 45    | + 57,994 s    | 7      |     |
| 12  | 12 | Jarno Trulli          | Prost-Peugeot       | 44    | +1 krog       | 14     |     |
| 13  | 21 | Toranosuke Takagi     | Tyrrell-Ford        | 44    | +1 krog       | 15     |     |
| 14  | 17 | Mika Salo             | Arrows              | 44    | +1 krog       | 17     |     |
| 15  | 11 | Olivier Panis         | Prost-Peugeot       | 44    | +1 krog       | 16     |     |
| 16  | 23 | Esteban Tuero         | Minardi-Ford        | 43    | +2 kroga      | 21     |     |
| Ods | 15 | Johnny Herbert        | Sauber-Petronas     | 37    | Menjalnik     | 12     |     |
| Ods | 22 | Šindži Nakano         | Minardi-Ford        | 36    | Menjalnik     | 20     |     |
| Ods | 18 | Rubens Barrichello    | Stewart-Ford        | 27    | Menjalnik     | 13     |     |
| Ods | 19 | Jos Verstappen        | Stewart-Ford        | 24    | Menjalnik     | 19     |     |
| Ods | 16 | Pedro Diniz           | Arrows              | 2     | Pedal za plin | 18     |     |